# Фелікс Ґері Ґрей
Фелікс Ґері Ґрей (англ. Felix Gary Gray; *17 липня 1969, Нью-Йорк, США) — американський кінорежисер, кліпмейкер, актор і кінопродюсер.

## Життя і кар'єра
Ґрей — племінник актора Філа Льюїса. Виховувався в Південному Лос-Анджелесі і в Гайленд-Парку, Іллінойс. Ґрей зняв більше 30-ти музичних кліпів для таких артистів як Ice Cube, Queen Latifah, TLC, Dr. Dre, Jay-Z і Мері Джейн Блайдж, та отримав кілька нагород за ці роботи. Кинув коледж в північній Каліфорнії, щоб знімати фільми.
Ґрей ознаменував свій прихід у кіноіндустрію фільмом «П'ятниця» (1995), який усіх здивував і так став популярним. Головну роль у фільмі зіграв Айс К'юб — реп-продюсер та друг Ґрея. Наступними роботами режисера стали: фільм про пограбування банку «Виклик» (1996) і «Перемовник» (1998), бюджет якого в $50 млн став найбільшим бюджетом, довіреним афроамериканському режисеру.
Можливо найвідоміший фільм Ґрея — «Пограбування по-італійськи» (2003), в якому зіграв зірковий склад акторів, включаючи володарку Оскара Шарліз Терон, Едварда Нортона і Марка Волберґа. Фільм зібрав більше $100 млн тільки в США, а Ґрей отримав нагороду Найкращий режисер на «American Black Film Festival» у 2004 році.
У тому ж році Ґрей випустив бойовик-драму «Одинак», де головну роль зіграв Він Дізель. У 2005 році вийшла кримінальна комедія Ґрея «Будь крутішим!». Його новий фільм, «Законослухняний громадянин», з володарем Оскара Джеймі Фоксом і Джерардом Батлером у головних ролях, вийшов 16 жовтня 2009.
Фільм «Люди в чорному: Інтернешнл», який є водночас продовженням і спін-офом культового фільму 1997-го року з Віллом Сміттом, ТСН назвала «ще однією нецікавою копією». Зміна режисера з Баррі Зонненфельда на Фелікса Ґері Ґрея була цілком очікуваною, але не стала проривом.

## Фільмографія

### Фільми
| Рік  |   | Українська назва           | Оригінальна назва           | Роль                         |
| ---- | - | -------------------------- | --------------------------- | ---------------------------- |
| 1995 | ф | П'ятниця                   | Friday                      | режисер                      |
| 1996 | ф | Виклик                     | Set It Off                  | режисер, виконавчий продюсер |
| 1998 | ф | Перемовник                 | The Negotiator              | режисер                      |
| 2003 | ф | Одинак                     | A Man Apart                 | режисер, виконавчий продюсер |
| 2003 | ф | Пограбування по-італійськи | The Italian Job             | режисер                      |
| 2005 | ф | Будь крутішим!             | Be Cool                     | режисер, виконавчий продюсер |
| 2009 | ф | Законослухняний громадянин | Law Abiding Citizen         | режисер                      |
| 2015 | ф | Море дерев                 | Sea of Trees                | продюсер                     |
| 2015 | ф | Просто із Комптона         | Straight Outta Compton      | режисер, виконавчий продюсер |
| 2017 | ф | Форсаж 8                   | Fast 8                      | режисер                      |
| 2019 | ф | Люди в чорному: Інтернешнл | Men in Black: International | режисер                      |
| 2024 | ф | Зліт                       | Lift                        | режисер                      |

### Музичні кліпи
- «It Was a Good Day» — Ice Cube (1992)
- «Call Me a Mack» — Usher (1993)
- «I Ain’t Goin' Out Like That» — Cypress Hill (1993)
- «When The Ship Goes Down» — Cypress Hill (1993)
- «Truthful» — Heavy D (1993)
- «Fantastic Voyage» — Coolio (1993)
- «Natural Born Killaz» — Dr. Dre і Ice Cube (1994)
- «Southernplayalisticadillacmuzik» — OutKast (1994)
- «Black Hand Side» — Queen Latifah (1994)
- «Keep Their Heads Ringin» — Dr. Dre (1995)
- «Pretty Girl» — Jon B. (1995)
- «Come On» — Барі Вайт (1995)
- «I Believe in You and Me» — Вітні Г'юстон (1995)
- «Waterfalls» — TLC (1995)
- «Diggin' On You» — TLC (1995)
- «How Come, How Long» — Бейбіфейс (1996)
- «If I Could Turn Back the Hands of Time» — R. Kelly (1999)
- «Ms. Jackson» — OutKast (2000)
- «How Come, How Long» — Kenneth «Babyface» Edmonds (2001)
- «Bang Bang Boom» — Drag-On (2004)
- «Show Me What You Got» — Jay-Z (2006)
- «Super High» — Рік Росс (2010)

## Нагороди
- Acapulco Black Film Festival (пізніше American Black Film Festival)
  - 2004 — Найкращий режисер («Пограбування по-італійськи»)
  - 1999 — Найкращий режисер («Перемовник»)
  - 1997 — Найкращий режисер («Виклик»)
- Black Reel Awards
  - 2004 — Найкращий режисер («Пограбування по-італійськи»)
- Festival du Film Policier de Cognac
  - 1997 — Спеціальний приз журі («Виклик»)
- MTV Video Music Awards
  - 1995 — Відео року («Waterfalls» — TLC)